# Кёниг, Энгельберт (1919)
Энгельберт Кёниг (нем. Engelbert König (Koenig); 8 октября 1919, Вена — 23 ноября 1997, Сан-Хосе), в некоторых источниках Хенглеберт Кёниг (нем. Henglebert Koenig)— австрийский футболист, нападающий. Отец Энгельберта, и его полный тёзка, также был футболистом. А дед, Эдуард Кёниг, был одним из основателей клуба «Швехат».

## Карьера
Энгельберт Кёниг начал карьеру в клубе «Фёрст». В 1938 году, после аншлюса, клуб стал выступать в чемпионате Германии. Проведя там 2 года, нападающий уехал в Италию, в клуб «Фиорентина». В этой команде футболист дебютировал 20 апреля 1941 года в матче с «Болоньей», в которым его команде победила 3:0, а сам футболист забил гол. В следующем сезоне футболист перешёл в «Катанию», которая выступала в серии С. Спустя год австриец перешёл в «Лацио». 11 октября 1942 года нападающий забил первый гол за клуб, поразив ворота «Болоньи». Футболист провёл за клуб 61 встречу и забил 31 гол. Затем игрок был куплен за 3 млн лир «Сампдорией», где 30 ноября 1947 года забил первый гол, принеся победу во встрече с «Наполи». Всего за сезон игрока забил 7 голов в 17 матчах. Следующий сезон Кёниг начал в «Дженоа», который купил трансфер австрийца. Там он провёл два сезона, забив 10 голов в 39 матчах. Последним клубом игрока стала «Мессина», в котором он завершил карьеру в 1952 году.